# Alf Quill
Alfred Quill (nacido en 1910, en Sídney) fue un futbolista australiano que jugó para la Selección de fútbol de Australia. Considerado a menudo como uno de los mejores jugadores de fútbol de Nueva Gales del Sur, marcó 868 goles en todas las competiciones de Nueva Gales del Sur en sus 24 años de carrera profesional.

## Carrera temprana
Alf mostró sus primeras señales como futbolista mientras asistía a la Globe Public School. A los 12 años, Alf representó a Nueva Gales del Sur como colegial contra Victoria, Australia del Sur y Queensland. Durante 3 temporadas, Alf jugó para Wentworth Juniors antes de unirse al equipo senior de Pyrmont.

## Carrera en el club
Quill jugó durante 24 temporadas desde su adolescencia.

### Pyrmont
Comenzó su carrera con Pyrmont a los 17 años en la Liga Estatal de Nueva Gales del Sur en 1927.

### Leichhardt-Annandale
Mientras estaba contratado en Leichhardt-Annandale, el club inglés Bolton Wanderers quiso fichar a Quill el 25 de abril de 1931, lo cual fue rechazado el fichaje.

### Wallsend
Regresó a Wallsend con un contrato de tres años el 6 de enero de 1937. Quill no tenía intenciones de dejar Wallsend al final de la temporada de 1939, ya que firmó un formulario para quedarse con Wallsend. Al comienzo de la temporada de 1943, dejó la primera línea de Wallsend para Lake Macquarie y regresó a Wallsend el 22 de mayo de 1943 para jugar el resto de la temporada. En la temporada de 1937, anotó un récord de 78 goles para Wallsend como récord estatal de más goles en una temporada.
Propuso retirarse del fútbol al final de la temporada de 1945, pero regresó al equipo de Wallsend en abril de 1946 para jugar un partido en casa contra Lysaght's-Orb la semana siguiente. A lo largo de su carrera marcó 802 goles en 477 partidos de liga y copa, pero algunas fuentes afirman que se retiró en 1949 con 1.002 goles en total, aunque estas cifras probablemente incluyen goles en amistosos y partidos no oficiales.

## Carrera internacional
Quill jugó dos veces en partidos internacionales completos para Australia, ambos contra la India en septiembre de 1938, anotando dos veces en el primero para ayudar a su equipo a ganar 5-3.